# PASS (teoria)
La teoria PASS o de la Intel·ligència de Planificació, Atenció-excitació, Simultània i Successiva (Planning, Attention-Arousal, Simultaneous and Successive) va ser proposada l'any 1975 pel psicòleg indocanadenc Jagannath Prasad Das (en) i els seus col·laboradors John R. Kirby i Ronald F. Jarman. JP Das va desenvolupar més tard i a poc a poc aquesta teoria amb els seus col·laboradors Jack A. Naglieri i JR Kirby (1994), després Binod C. Kar i Rauno K. Parrila (1996). La teoria descriu quatre processos cognitius fonamentals : planificació, atenció-vigilància i processos simultanis i successius (PASS).
La teoria es basa en estudis de neuroimatge i estudis clínics de pacients amb lesions cerebrals, que demostren que el cervell té un funcionament modular. Així, el dany a una àrea específica del lòbul temporal esquerre afecta la producció del llenguatge parlat i escrit, mentre que el dany a una altra àrea del cervell afectarà la comprensió del llenguatge. Es basa en gran manera en el treball del psicòleg i neuròleg rus Alexander Luria (1966). Aquesta teoria desafia l'enfocament purament psicomètric de la intel·ligència i la teoria del factor g associada, argumentant que el cervell està format per sistemes funcionals interdependents però diferents. Va influir en la creació de tests d'intel·ligència, particularment el K-ABC, així com en la creació de programes de reeducació en les àrees d'aprenentatge acadèmic.

## Descripció

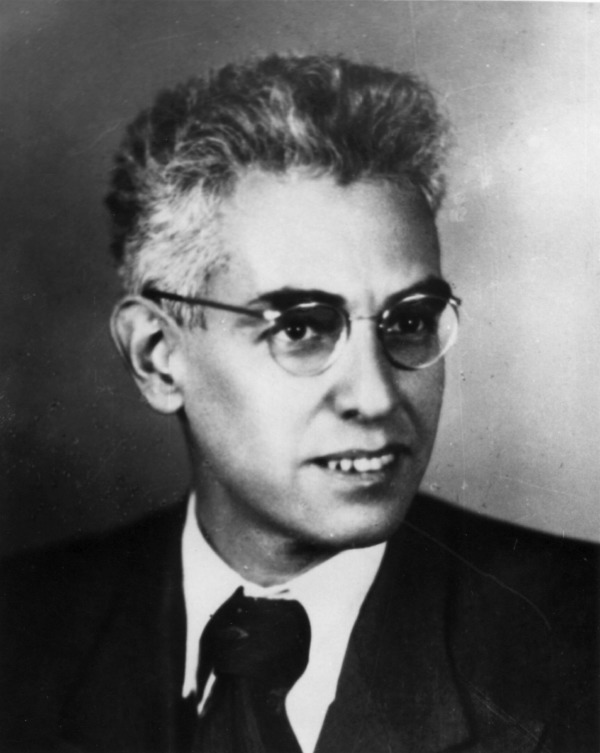
Alexandre Lúria.

Àrees cerebrals : frontal (blau), temporal (verd), parietal (groc), occipital (vermell).

Basada en el treball pioner del psicòleg i neuròleg rus Alexander L. Luria (1966, 1973) sobre la modularització de la funció cerebral, i recolzada per investigacions posteriors en neuroimatge, la teoria de la intel·ligència PASS preveu una organització de la cognició en sistemes i processos independents. Es descriuen tres sistemes i quatre processos. i es formen en diferents regions del cervell.
- El primer sistema és la planificació, que inclou funcions de gestió encarregades de controlar i organitzar el comportament, seleccionar i desenvolupar estratègies i supervisar el rendiment.[3] La planificació la fa principalment el lòbul frontal. Més concretament, les funcions de raonament s'associen amb àrees dorsolaterals, i les decisions en l'àmbit social s'associen amb àrees fronto-orbitals.[4]
- El segon és l'atenció-vigilància, que s'encarrega de mantenir els nivells de vigília i alerta. Assegura l'atenció als estímuls rellevants. Aquest sistema implica el tronc cerebral (excitació), el tàlem (inhibició) i el lòbul frontal (mobilització dels recursos atencionals, que està vinculat i proper a la funció de planificació).[4]
- El tercer sistema consta de dos processos de processament que codifiquen, transformen i emmagatzemen informació (estímuls externs i coneixement) : el simultani i el successiu.[4].Aquests dos sistemes estan associats amb regions posteriors de l'escorça.
  - El processament simultani és actiu quan es requereix la relació entre elements i la seva integració en unitats d'informació : reconèixer i distingir formes, com ara un triangle dins d'un cercle o un cercle dins d'un triangle ; reconèixer la diferència entre el significat de les frases « Es va dutxar abans d'esmorzar " « Va esmorzar abans de la dutxa ». El processament simultani s'associa en gran manera a les zones occipital i parietal.
  - Es requereix un processament successiu per organitzar elements separats en una seqüència : recordar una seqüència de paraules o accions exactament en l'ordre en què es van presentar. El processament successiu s'associa en gran manera amb els lòbuls frontal i temporal .[4]

Tots aquests processos tenen lloc en un context on es processa molta informació. Aquesta informació és descrita pel model com la base de coneixement, d'origen tàcit o explícit.

## Influència en les proves que mesuren les funcions cognitives i la intel·ligència

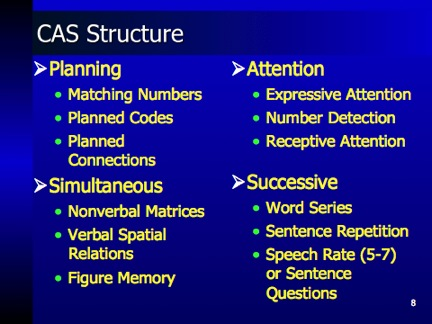
Estructura de la bateria de proves cognitives CAS de Das i Naglieri.

La teoria PASS proporciona el marc teòric per a un instrument de mesura anomenat Das–Naglieri cognitive assessment system (CAS) (en), publicat el 1997. Aquesta prova està dissenyada per oferir una avaluació matisada del funcionament intel·lectual, proporcionant informació sobre els punts forts i febles en cadascun dels quatre processos cognitius. Aquest èmfasi en els processos cognitius és útil en el diagnòstic diferencial. El CAS ajuda en el diagnòstic de les dificultats d'aprenentatge, el trastorn per dèficit d'atenció (TDA), l'autisme, el retard mental, els canvis cognitius deguts a l'envelliment o la síndrome de Down i els canvis cognitius derivats d'un ictus. També s'ha suggerit la seva utilitat com a instrument teòric i de mesura per a la planificació de la gestió i la presa de decisions.
L'enfocament va tenir un paper important en el disseny de la prova K-ABC d' Alan S.. Kaufman i Nadeen L. Kaufman, així com la revisió del test (K-ABC II) l'any 2004, que combinava les teories de Luria i Das i els seus col·laboradors, amb l'enfocament psicomètric dominant (tests de Wechsler ).

## Teràpia cognitiva i millora cognitiva
La teoria PASS proporciona el marc teòric per a un programa de millora de la lectura, el Programa de millora de la lectura PASS (PREP), un programa orientat a millorar les estratègies de planificació, atenció i processament de la informació implicades en l'activitat lectora. Un altre programa té com a objectiu la millora dels processos cognitius bàsics (COGENT) amb vista a una millor preparació per a l'escolarització (Das, 2009). Tots dos programes d'intervenció es basen en estudis realitzats per Das i col·legues.

## Limitacions i crítiques
La teoria PASS va ser qüestionada pels resultats de les anàlisis factorials a la bateria de proves CAS realitzades per Kranzler i Keith el 1999. Les seves anàlisis no van demostrar, com s'esperava a nivell teòric, l'existència de quatre factors independents. En particular, els estudis factorials no mostren que l'atenció i la planificació siguin processos diferents.
Malgrat aquestes crítiques a l'enfocament psicomètric, els autors de la teoria defensen aquest enfocament, jutjant-lo més útil en situacions clíniques i neuropsicològiques, permetent la conceptualització i la prova eficaç de subpoblacions clíniques. o fora de les normes (per exemple nens superdotats).